# 新莫迪卡
新莫迪卡是巴西米纳斯吉拉斯州的一个市镇。总面积377.009平方公里，总人口3878人，人口密度10.3人/平方公里。